# Isère (flod)
 For alternative betydninger, se Isère. (Se også artikler, som begynder med Isère)
Isère er en 286 km lang flod i regionen Auvergne-Rhône-Alpes i det sydøstlige Frankrig. Floden har sit udspring i Alperne på grænsen til Italien. Den løber ud i Rhône i Pont-de-l'Isère, nogle få km nord for Valence. Flodens øvre dal hedder Tarentaise. Isère har sit udspring i terrænet over Val d'Isère, hvor smeltevand fra først og fremmest gletsjeren ved navn Sources de l'Isère udgør flodens udspring. Flere andre gletsjere ved Val d'Isére nedenfor for Col d'l'Iseran bidrager til Iséres kraftige vandløb kort efter dens udspring.

## Gennemløb
Isére er den flod, der bidrager næstmest til Rhône målt på vandmængde. Største bidrag kommer fra floden Saône.
Isère løber bl.a. gennem følgende franske departementer og byer:
- Savoie (Departement, hvor Isére udspringer)
  - Val d'Isère (by ved flodens udspring)
  - Bourg-Saint-Maurice
  - Albertville
- Isère (departement opkaldt efter floden)
  - Grenoble
- Drôme (departement)
  - Romans-sur-Isère (by)

Isère udspringer fra smeltevand af gletsjere på Grandes Aiguilles Rousses i Vanoise-massivet i en højde af 3.482 meter. Isere strømmer gennem Tarentaise-dalen ved stejle skrænter og rammer det flade terræn ved byen Albertville. Her tilflyder floden Arly ind i Isére. Arly kommer fra Megéve i Val d' Arly.
Isère flyder gennem Combe de Savoie, hvor bifloden Arc støder til Isére. Herefter går Iséres vandløb gennem Grésivaudan-dalen indtil floden løber gennem byen Grenoble. Ved Grenoble flyder bifloden Drac ind i Isére. En stor biflod til Drac er Romanche. Isére løber herefter rundt om Vercors-massivet. En stor biflod i form af La Bourne støder til i nedre Isere-dal (Basse vallée de L'Isere). Isére flyder forbi byen Romans-sur-Isére og ender som stor biflod til Frankrigs mest vandrige flod Rhône 8 kilometer nord for Valence.

## Galleri
- Isére ved begyndelsen af Tarentaise-dalen
- Isére ved Bourg-Saint-Maurice
- Isére ved Moutiers
- Isére ved Chamousset i Combe de Savoie
- Iséres gennemløb af Grésivaudan-dalen
- Iséres gennemløb i Grenoble

## Opdæmning
Isére opdæmmes nedenfor Val d'Isere, hvor søen Lac du Chevril er vandreservoir for Tignes-dæmningen. Dæmningen var, da den stod færdig, den højeste af sin slags i Europa. Tignes lå oprindeligt længere nede i terrænet, hvor der i dag er søbund i søen Lac du Chevril, som er en opdæmmet sø bag Tignes-dæmningen. Da den 180 meter høje Tignes-dæmning stod færdig i 1952 blev det tidligere Tignes oversvømmet af den opdæmmede flod Isère. Dæmningen var ved færdiggørelsen dimensioneret på 428 megawatt til at levere strøm til mere end 100.000 husstande. Dæmningen er per 2018 fortsat den højeste i Frankrig.
- Tignes-dæmningen i 1.815 m.o.h.[29]
- Tignes-dæmningen
- Landevejen til Tignes over dæmningen
- Landevejen til Tignes over dæmningen
- Landevejen til Tignes over dæmningen

Efter Tignes-dæmningen (Barrage de Tignes) opdæmmes Isére dernæst ved:
- Barrage de Echelles d’Hannibal.[31][32]
- Barrage de Saint Egrève ved byen Saint Egrève.[33][34]
- Barrage de Beauvoir ved byen Beauvoir.[35][36]
- Barrage de Pizançon[37] ved byen Romans-sur-Isere.[38]
- Ved udløbet til Rhône opdæmmes floden af dæmningen ved navn Barrage de Isére.[39]

## Bifloder og tilløb
Isére har mere end 150 bifloder og tilløb. Det er blandt andet:
- Le Samos[41]
- Nant Noir[42][43]
- Nant Blanc[44][45]
- Nant Cruet[46][47]
- Le Versoyen[48][49]
- Le Ponturin[50]
- L'Ormente[51][52]
- Doron de Bozel[53][54]
- Le Morel[55][56]
- Eau Rousse[57][58]
- Torrent de Pussy[59][60]
- Le Arly[61][62]
- L'Arc[63][64]
- Le Bialle[65][66]
- Le Gelon[67][68]
- Le Bréda[69][70]
- Le Coisetan[71]
- Le Drac[72][73]
- La Vence[74][75]
- La Lèze[76][77]
- Le Versoud[78][79]
- La Drevenne[80][81]
- Le Tréry[82][83]
- Le Vézy[84][85]
- La Cumane[86][87]
- La Bourne[88][89]
- Le Furand[90][91]
- Le Bessey[90][92]
- La Joyeuse[93][94]
- Le Riousset[95][96]
- La Savasse[97][98]
- Le Chalon[99][100]
- L'Herbasse[101][102]

- Bifloden Le Morel
- Bifloden L'Eau Rousse
- Bifloden L'Arly ved Albertville
- Bifloden La Vence
- Bifloden La Bréda
- Bifloden La Drevenne
- Bifloden L'Herbasse

Væsentligste bifloder nævnt efter departement:
- Savoie: Le Doron de Bozel, L'Arly, L'Arc og Le Gélon[103]
- Isére: Le Breda, Le Drac og La Bourne[103]
- Drôme: Le Chalon og L'Herbasse[103]